# Burgstall Hechenberg
Der Burgstall Hechenberg bezeichnet eine abgegangene Spornburg etwa 100 Meter westlich der Kirche St. Valentin von Dietramszell-Hechenberg im Landkreis Bad Tölz-Wolfratshausen in Bayern. Etwa 200 m östlich davon befindet sich die Burgstelle der abgegangenen Turmhügelburg Hechenberg.
Vermutlich wurde die Burg im 11. Jahrhundert von der Herren von Hechenberg gegründet. Von 1487 bis 1559 war die Burg im Besitz des Dominikanerklosters Augsburg.
Von der ehemaligen Burganlage ist nichts erhalten. Die Burgstelle ist von einer Kapelle überbaut.